# 青木謙知
青木 謙知（あおき よしとも、1954年12月6日 - ）は、日本の航空ジャーナリスト。日本テレビ客員解説員。

## 来歴
北海道札幌市出身。1977年立教大学社会学部卒業後、父親の青木日出雄が主筆を務める航空ジャーナル社入社。1984年1月から月刊『航空ジャーナル』編集長。1988年、父の死去に伴い同媒体の廃刊後は、フリーランスの航空ジャーナリストとしてテレビや雑誌などで活動しており、月刊『エアワールド』の編集委員も務める。また、かつてのバラエティ番組『TVブックメーカー』のレギュラーとしても知られていた。

## 著書

### 単著
- 『通史アメリカ軍用機メーカー』（光栄、1998年3月）ISBN 4-87719-544-0
- 『戦闘機年鑑 1999-2000』（イカロス出版、1998年12月）ISBN 4-87149-191-9
- 『戦闘機年鑑 2001-2002』（イカロス出版、2000年12月） ISBN 4-87149-309-1
- 『検証9・11とハイジャック・テロ 機内の真実』（廣済堂出版、2002年9月）ISBN 4-331-50913-3
- 『戦闘機年鑑 2003-2004』（イカロス出版、2002年12月）ISBN 4-87149-433-0
- 『ボーイングvsエアバス 2大旅客機メーカーの仁義なき戦い』（イカロス出版、2004年9月）ISBN 4-87149-589-2
- 『現代軍用機入門 軍用機知識の基礎から応用まで』（イカロス出版、2005年2月）ISBN 4-87149-640-6
- 『航空事故の真実 事故調査報告書が語る』（イカロス出版、2005年7月）ISBN 4-87149-709-7
- 『軍用機ウエポン・ハンドブック 航空機搭載型ミサイル・爆弾450種解説』（イカロス出版、2005年10月）ISBN 4-87149-749-6
- 『旅客機年鑑 2008-2009』（イカロス出版、2008年1月）ISBN 978-4-86320-021-0
- 『F-22はなぜ最強といわれるのか ステルス、スーパークルーズなど最新鋭戦闘機に使われるテクノロジーの秘密に迫る』（ソフトバンク クリエイティブ、2008年12月）ISBN 978-4-7973-4988-7
- 『ジェット戦闘機 最強50 黎明期から最新世代機まで、世代ごとの空の覇者はどの機種か!?』（ソフトバンク クリエイティブ、2010年1月）ISBN 978-4797355260
- 『自衛隊戦闘機はどれだけ強いのか? 主力戦闘機の秘められた実力を科学的な視点から徹底検証!!』（ソフトバンク クリエイティブ、2010年9月）ISBN 978-4797355277
- 『世界最強! アメリカ空軍のすべて! 戦闘機から攻撃機、爆撃機、次世代機まで、保有戦力の全貌がいま明らかに!!』（ソフトバンク クリエイティブ、2011年1月）ISBN 978-4797360684
- 『図解・ボーイング787 vs. エアバスA380』（講談社、2011年11月）ISBN 978-4-06-257748-9
- 『ユーロファイター タイフーンの実力に迫る 欧州最新鋭戦闘機の秘密を解き明かす』（ソフトバンク クリエイティブ、2012年6月）ISBN 978-4-7973-6833-8
- 『徹底検証! V-22オスプレイ ティルトローター方式の技術解説から性能、輸送能力、気になる安全性まで』（SBクリエイティブ、2012年10月）ISBN 978-4797371758
- 『ジェット旅客機をつくる技術 エアバス機とボーイング機のつくり方の違いは? 長い主翼や胴体はどうつくって、なにで運ぶの?』（SBクリエイティブ、2013年10月）ISBN 978-4797371567
- 『飛行機事故はなぜなくならないのか』（講談社、2015年4月）ISBN 978-4-06-257909-4
- 『F-35はどれほど強いのか 航空自衛隊が導入した最新鋭戦闘機の実力』（SBクリエイティブ、2018年7月）ISBN 978-4797390346
- 『幻の第5世代戦闘機 YF-23マニアックス』（秀和システム、2022年7月）ISBN 978-4798067865
- 『図解入門 よくわかる 最新 ジェットエンジンの基本と仕組み』（秀和システム、2022年12月）ISBN 978-4798068640
- 『幻の国産旅客機 SpaceJetマニアックス』（秀和システム、2023年6月）ISBN 978-4798069708

### 監修
- 『航空略号辞典』（イカロス出版、1997年11月）ISBN 4-87149-109-9
- デアゴスティーニ編 『最強のジェット戦闘機 世界の航空機1』（講談社、2003年8月）ISBN 4-06-256754-7
- デアゴスティーニ編 『最強の空軍 世界の航空機2』（講談社、2003年10月）ISBN 4-06-256755-5
- デアゴスティーニ編 『実録世界の空戦 世界の航空機3』（講談社、2003年12月）ISBN 4-06-256756-3
- デアゴスティーニ編 『最強の戦闘機第二次世界大戦 世界の航空機4』 講談社、2004年3月）ISBN 4-06-256757-1
- デアゴスティーニ編 『最新世界の旅客機 世界の航空機5』（講談社、2004年6月）ISBN 4-06-256758-X
- 『航空基礎用語厳選800 専門用語が開く、別世界のとびら』（イカロス出版、2006年9月）ISBN 4-87149-845-X
- 『世界の民間航空図鑑』（原書房、2013年11月）ISBN 978-4-562-04966-0

### 訳書
- フランシス・K・メイソン著 『トーネード 全天候戦闘・攻撃機』（原書房、1989年2月）ISBN 4-562-02010-5
- L.F.E.コームス著 『コクピット変遷史 パイロットの視点で綴る フライヤー1号からB777、F22まで、操縦席に焦点を当てた航空発達史』（イカロス出版、1997年12月）ISBN 4-87149-128-5
- デイヴィッド・オーウェン著 『墜落事故 機体が語る墜落のシナリオ』（原書房、2003年3月）ISBN 4-562-03612-5

## 映画
- 『名探偵コナン 銀翼の奇術師』 （2004年）　航空監修